# Chixaltontic
Chixaltontic är en ort i Mexiko.   Den ligger i kommunen Tenejapa och delstaten Chiapas, i den sydöstra delen av landet, 800 km öster om huvudstaden Mexico City. Chixaltontic ligger 2 147 meter över havet och antalet invånare är 224.
Terrängen runt Chixaltontic är huvudsakligen kuperad, men åt nordost är den bergig. Runt Chixaltontic är det tätbefolkat, med 319 invånare per kvadratkilometer. Närmaste större samhälle är San Cristóbal de las Casas, 18,9 km sydväst om Chixaltontic. I omgivningarna runt Chixaltontic växer i huvudsak städsegrön lövskog.